# Прапор Ратнівського району
Пра́пор Ра́тнівського райо́ну затверджений рішенням Ратнівської районної ради.

## Опис
Прапор являє собою полотнище прямокутної форми. Відношення сторін — 2:3. Полотнище поділено на дві рівні частини по вертикалі. Ліва частина — білого кольору, права — синього. В центрі білого поля прапора розміщене зображення герба Ратнівського району.